# Menethorpe
Menethorpe är en by i civil parish Burythorpe, i kommunen North Yorkshire, i grevskapet North Yorkshire, i England. Byn är belägen 4 km från Malton. Menethorpe var en civil parish 1866–1935 när blev den en del av Burythorpe. Civil parish hade 68 invånare år 1931. Byn nämndes i Domedagsboken (Domesday Book) år 1086, och kallades då Mennistorp.